# Escuela Nacional de Artes Cinematográficas
La Escuela Nacional de Artes Cinematográficas (ENAC) es la escuela de cine de la Universidad Nacional Autónoma de México, la más antigua de América Latina y una de las más importantes instituciones de enseñanza cinematográfica. Fue fundada en 1963 bajo el nombre de Centro Universitario de Estudios Cinematográficos (CUEC) por parte del Departamento de Actividades Cinematográficas de la Dirección General de Difusión Cultural de la UNAM.
Fundada a raíz del impacto de la Nueva Ola de cineastas franceses en los cineclubes universitarios y del primer concurso de Cine Experimental convocado por la STPC, actualmente es una de las mejores y más antiguas escuelas del séptimo arte en México.
El 27 de marzo de 2019 fue aprobado por el Consejo Universitario de la UNAM la transformación del Centro Universitario de Estudios Cinematográficos en la Escuela Nacional de Artes Cinematográficas.
Como oferta académica ofrece licenciatura en Cinematografía, maestría en Cine documental, doctorado en Artes y Diseño (con campo de conocimiento en Cine Documental), así como cursos y diplomados.

## Historia

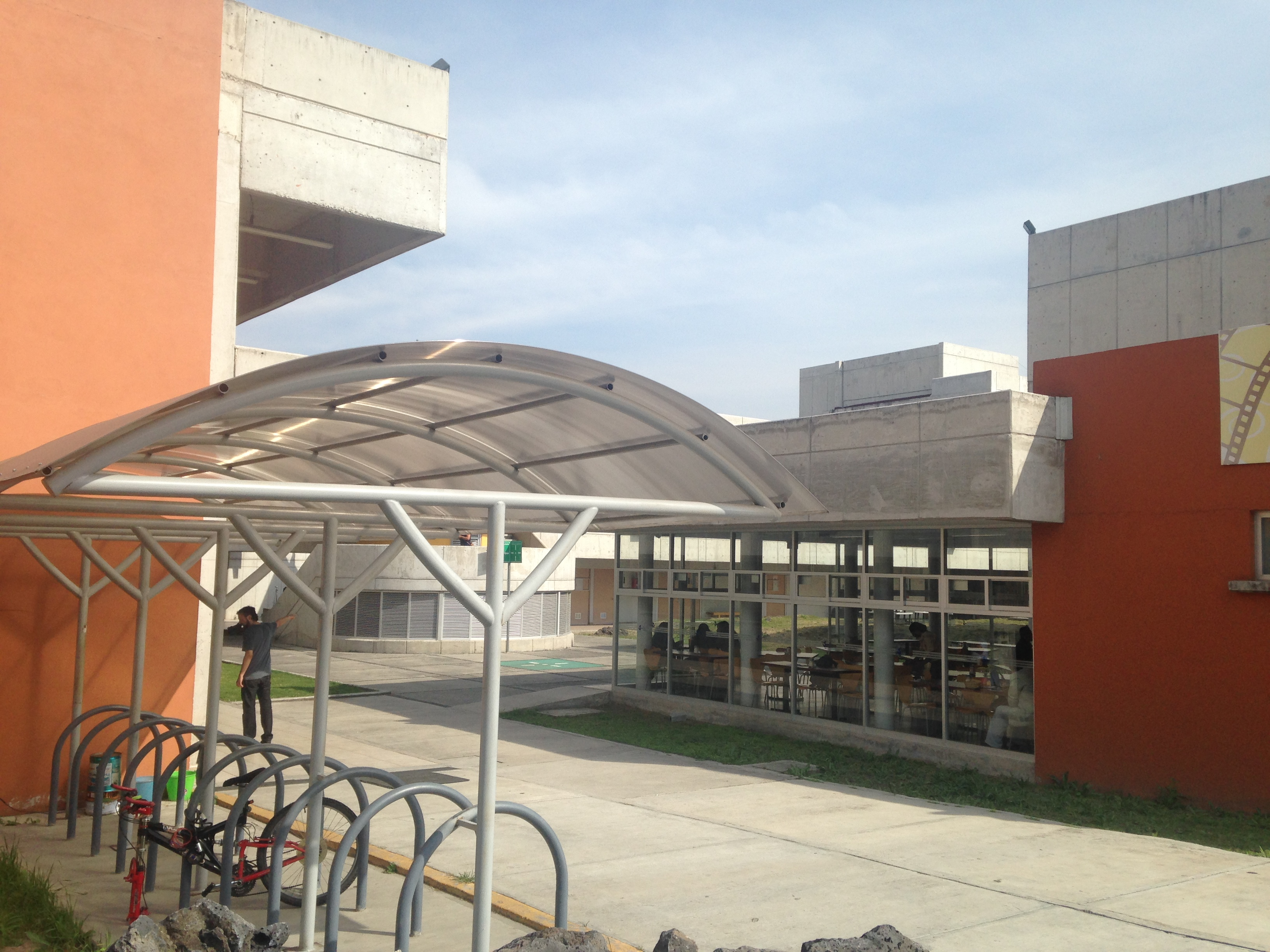
Instalaciones del CUEC en la Ciudad Universitaria de la UNAM, Ciudad de México.

El CUEC nació en 1963, en una época en que la Universidad vivía la influencia del cine francés a través de los cine clubes y existía una inquietud enorme por reactivar una industria cinematográfica cuyos temas estaban agotados y sus creadores, estancados. Así, el CUEC, con una vocación social, espíritu crítico, analítico e independiente, inició su labor formativa de cineastas que con su talento y creatividad han impactado los medios audiovisuales, tanto locales como internacionales. El compromiso social de la escuela se vio refrendado rápidamente cuando en 1968, sus estudiantes filmaron el movimiento estudiantil mexicano cuyas imágenes conformarían el largometraje documental El grito y se convertirían en las más reproducidas de la historia contemporánea de México.
Desde 1972 pertenece al Centre International de Liaison des Ecoles de Cinéma et de Télévision y encabeza la región iberoamericana de este organismo que aglutina a 131 escuelas de cine de 55 países de todos los continentes. Es fundador de la Federación de las Escuelas de la Imagen y el Sonido de América Latina, que concentra a más de treinta escuelas de cine latinoamericanas.
En 2013, en su 50 aniversario, el CUEC se muda a las nuevas instalaciones en Ciudad Universitaria. En 2015, la carrera de cinematografía obtiene validez oficial como licenciatura, con un nuevo plan de estudios que permite a los estudiantes especializarse en nueve áreas del quehacer cinematográfico: dirección de ficción, dirección de documental, dirección de animación, cinefotografía, guion, producción, diseño de producción/dirección de arte, sonido o montaje.

## Comunidad

### Directores
Como Escuela Nacional de Artes Cinematográficas:
- María de los Ángeles Castro Gurría. 2023 - a la fecha.
- Manuel Elías López Monroy. 2019 - 2023

Como Centro Universitario de Estudios Cinematográficos:
- María del Carmen de Lara Rangel. 2015 - 2019
- José Felipe Coria Coral. 2012 - 2015
- Armando Casas Pérez. 2004 - 2012
- Mitl Cuauhtémoc Valdez Salazar. 1997 - 2004
- Alfredo Joskowicz Bobrownicki. 1989 - 1996
- Marcela Fernández Violante. 1985 - 1988
- José Rovirosa Macías. 1978 - 1985
- Manuel González Casanova. 1963 - 1978

### Egresados
De sus aulas han egresado personalidades del medio artístico como:
Jorge Fons, José Agustín, Alfonso Cuarón, Luis Estrada Rodríguez, Emmanuel Lubezki, Graciela Iturbide, María Novaro, Jaime Humberto Hermosillo, Carlos Marcovich, Fernando Eimbcke, Julián Hernández Pérez, Ernesto Contreras, Lucía Gajá, Carlos Bolado, Leobardo López Arretche. 

### Docentes
Para impulsar la docencia e investigación, a partir de diciembre de 1994 se inició la publicación de la revista Estudios Cinematográficos de periodicidad trimestral, cuyos objetivos son posibilitar la actualización sobre los distintos aspectos estéticos, técnicos y académicos del quehacer fílmico, así como ofrecer un foro a los profesores y estudiantes del Centro para reflexionar acerca de su experiencia académica y profesional.
Asimismo, se cuenta con un Programa Permanente de Formación de Docentes que posee tres aspectos básicos: la incorporación del egresado a las actividades académicas del Centro como ayudante de profesor; el apoyo para tomar parte en cursos de especialización o posgrado en escuelas de cine europeas y estadounidenses, y su participación en cursos, seminarios, congresos y simposios dedicados a la docencia.
Lista de académicos:
- Lucía Álvarez
- Jaime Aparicio
- Jorge Ayala Blanco
- Roberto Bolado
- Ciro Cabello
- Armando Casas
- José Felipe Coria
- Patricia Coronado
- Marcela Fernández Violante
- Galileo Galaz
- Jaime García Estrada
- Jorge García
- Carlos H. Gómez Oliver
- Guillermo González
- Flavio González Mello
- Alfredo Joskowicz†
- Jack Lach†
- Armando Lazo
- Rafael Leal Díaz
- Manuel López Monroy
- Patricia Luke
- Mario Luna
- Carlos Mendoza
- Sonia Rangel
- Orlando Merino
- Juan Mora Catlett
- José Navarro Noriega
- Adriana Bellamy
- Reyes Núñez Bercini
- Miguel Ángel Rivera
- Amparo Romero
- José Antonio Ruiz
- Carlos Taibo
- Iván Trujillo Bolio
- Mitl Valdez Salazar
- Nancy Ventura
- Héctor Zavala
- Raúl Zermeño†

## Producción fílmica

### Producción escolar
La Escuela Nacional de Artes Cinematográficas es hoy día una de las escuelas de cine en el mundo que mayor número de producciones fílmicas realiza por año, en promedio, más de 30 cortometrajes que, sumados, equivalen en tiempo pantalla a más de siete largometrajes. Sin embargo, los cortometrajes que los alumnos del Centro realizan son parte del proceso de enseñanza-aprendizaje y con ellos los alumnos ejercitan aquello que conocieron en las aulas.Con una completa libertad creativa y temática, los alumnos de la ENAC realizan hasta seis ejercicios a lo largo de la carrera y otras tantas prácticas escolares. Con ellos, se adentran, en compañía de sus profesores, por el apasionante oficio de narrar historias.

### Programa de Ópera Prima IMCINE-UNAM
Las dos primeras producciones de largometraje realizadas como parte del Programa Óperas Primas de Egresados de la ENAC, han logrado impactar favorablemente tanto a la crítica cinematográfica como a la prensa especializada. Asimismo han captado la atención de un amplio sector del público asiduo a las salas de exhibición comerciales.Con la finalidad de fortalecer la tradición del programa, se alentará la colaboración entre distintas generaciones y se fomentará la participación y el debut profesional del mayor número de egresados. En tal sentido, será muy importante la iniciativa de los propios egresados para involucrarse en los proyectos fílmicos; y por ello, en el criterio de selección será considerada la participación del realizador concursante en óperas primas anteriores.Asimismo, como parte integral del Programa, el CUEC creará un fondo de apoyo a la producción de las próximas películas, en el que será depositado el total de las regalías que le correspondan a la UNAM por la comercialización de las óperas primas.
Las Operas primas realizadas hasta ahora son:
- Rito terminal
- Un Mundo Raro
- El mago
- La vida inmune
- Todos los días son tuyos
- Espiral
- Todo el mundo tiene a alguien menos yo
- El sueño del Mar'akame
- Mente Revólver
- La Paloma y el Lobo
- Adiós, Amor

### Programa de Opera prima documental
Las Operas primas realizadas hasta ahora son:
- Los últimos héroes de la península
- Hasta el final
- Yoga en prisiones
- Azul intangible
- La historia negra del cine mexicano
- Rita
- No son horas de olvidar

## Producción editorial
La Universidad Nacional Autónoma de México tiene tres actividades sustantivas: la docencia, la investigación y la difusión de la cultura. El Centro Universitario de Estudios Cinematográficos, consciente de estas prioridades, ha desarrollado, a lo largo de su historia, un importante fondo editorial. Orientado por dos objetivos básicos: la generación de conocimiento propio y el apoyo a la docencia, el área de publicaciones ha logrado llevar a cabo importantes colecciones que no solo benefician a la comunidad de la ENAC, sino a todos aquellos interesados en el cine como arte y como medio de comunicación.

### Producción editorial: Los Libros
LA ENAC ha enfocado su producción editorial tomando en consideración dos líneas de trabajo: la generación de conocimiento propio y el apoyo a la docencia.
En cuanto a la primera línea, el Centro ha publicado colecciones que dan cuenta de las investigaciones y reflexiones de su planta docente. Entre ellas se encuentra la colección “Cartelera cinematográfica”, investigación realizada por el profesor Jorge Ayala Blanco y la investigadora María Luisa Amador; los “Cuadernos de estudios cinematográficos”, proyecto PAPIME (Programa de Apoyo a Proyectos Institucionales para el Mejoramiento de la Enseñanza) que recopila los artículos que los profesores de la ENAC han publicado en las páginas de la revista. También encontramos libros escritos por el personal académico de la escuela y que abordan temas específicos. Es el caso de “El ojo con memoria” de Carlos Mendoza o “Miradas a la realidad” de José Rovirosa.
La escuela, además, selecciona y publica materiales de importancia indudable para la práctica y reflexión cinematográfica. “Tecnología del cine” de Julio Haquette y “Esculpir el tiempo” de Andréi Tarkovski son ejemplos de ello.

### Producción editorial: Estudios Cinematográficos
Revista trimestral especializada cuyo propósito es el contribuir a la actualización técnica, la docencia, la investigación y la profesionalización en cada uno de los campos del quehacer cinematográfico, que analiza el fenómeno cinematográfico a partir de las propias reflexiones de quienes participan en su realización, desarrollo tecnológico, creación y divulgación de procesos de producción y posproducción, o bien a través de la investigación y estudios teóricos, filmolingüísticos o ociológicos sobre distintos aspectos del lenguaje cinematográfico.
Estudios Cinematográficos se distribuye en librerías y promociona de manera directa entre los interesados en el trabajo cinematográfico: cineastas, investigadores, académicos, estudiantes, gente involucrada en los medios audiovisuales, además de ser una publicación atractiva para cinéfilos e interesados en el quehacer fílmico.
Estudios Cinematográficos se promueve en más de 30 escuelas de ciencias de la comunicación, cine, centros de formación artística y profesional del medio cinematográfico, convirtiéndose en una herramienta en la formación de profesionales
del cine, medios audiovisuales y ciencias de la comunicación.
- 33 Dimensiones sobre la luz y la pantalla
- 32 Documental
- 31 Cine e intermedia digital
- 30 Cine y pintura
- 29 El cine ante la globalización: la excepción cultural
- 28 Deconstrucción del personaje
- 27 El sonido en el film
- 26 Esquemas de producción
- 25 Puesta en cámara / Puesta en escena
- 24 Documental: memoria y realidad
- 23 Cinefotografía en acción
- 22 Práctica de la realización
- 21 2001: Odisea digital / II. Experiencias y reflexiones
- 20 2001: Odisea digital / I. Panorama y perspectivas
- 19 Géneros cinematográficos
- 18 Producción creativa
- 17 Los actores y el cine
- 16 Arte y diseño cinemáticos
- 15 Animación
- 14 Legislación cinematográfica
- 13 Palabra / Imagen
- 12 La música en el cine
- 11 Teorías cinematográficas
- 10 Realización
- 9 Documental
- 8 Cinefotografía
- 7 Edición cinematográfica
- 6 Producción
- 5 El sonido cinematográfico
- 4 La actuación en cine
- 3 Dirección artística
- 2 Escribir para cine
- 1 Cine / Video

## Biblioteca José Rovirosa
Es una biblioteca especializada en cinematografía, ofrece libros, revistas y colecciones fílmicas para  consulta a estudiantes y público general.

## Controversias
A raíz de un presunto caso de violencia de género, así como algunos alegatos de negligencia e incompetencia por parte de la administración del Centro, el 17 de abril de 2015 la Asamblea General de Alumnos del CUEC se organizó en el movimiento #EnMiEscuelaNo, que exigía la dimisión inmediata del entonces director del centro, José Felipe Coria Coral, entre otras peticiones.